# Манченяты (Поставский район)
Манченяты (бел. Маньчаняты) — деревня в Новосёлковском сельсовете Поставского района Витебской области Белоруссии.

## География
Деревня расположена в 11 км от города Поставы и в 4,5 км от центра сельсовета.

## История
В 1873 году в Маньковичской волости Вилейского уезда Виленской губернии.
В 1905 году- 75 жителей и 180 десятин земли.
В результате советско-польской войны 1919—1921 гг. деревня оказалась в составе Срединной Литвы.
С 1922 года - в составе Маньковичской гмины Дуниловичского повета Виленского воеводства Польши (II Речь Посполитая). В деревне насчитывалось 95 жителей и 18 домов.
В сентябре 1939 года деревня была присоединена к БССР силами Белорусского фронта РККА.
С 15 января 1940 года — в Новосёлковском сельсовете Поставского района.Вилейской области БССР.
По состоянию на 30.12.1951 год — 21 хозяйство.
С 16 июля 1954 года — в Юньковском сельсовете.
В 1963 году — 12 дворов и 28 жителей.
С 27 сентября 1991 года — в Лукашовском сельсовете.
С 24 августа 1992 года — в Новосёлковском сельсовете.
В 2001 году — 7 дворов, 8 жителей.